# Yllänpäänaukko
Yllänpäänaukko är en fjärd i Finland. Den ligger i landskapet Egentliga Finland, i den sydvästra delen av landet, 180 km väster om huvudstaden Helsingfors.
Yllänpäänaukko ligger mellan Yllänpää i sydväst, Iso-Tyynes i nordväst och Iskola i öster. Den ansluter till Koiranaukko i nordöst.